# Paraíba
Paraíba (wymowaⓘ [paɾaˈiba]) – jeden z 26 stanów Brazylii, położony w Regionie Północno-Wschodnim, na najdalej wysuniętym na wschód krańcu Ameryki Południowej. Od zachodu graniczy ze stanem Ceará, od północy ze stanem Rio Grande do Norte, na wschodzie jest Ocean Atlantycki, a od południa stan Pernambuco.

## Miasta
Największe miasta w stanie Paraíba według liczby mieszkańców (stan na 2013 rok):
| L.p. | Miasto         | Liczba ludności |
| ---- | -------------- | --------------- |
| 1.   | João Pessoa    | 769 604         |
| 2.   | Campina Grande | 400 002         |
| 3.   | Santa Rita     | 125 278         |
| 4.   | Patos          | 104 716         |
| 5.   | Bayeux         | 102 789         |
| 6.   | Sousa          | 68 030          |
| 7.   | Cabedelo       | 63 035          |
| 8.   | Cajazeiras     | 60 612          |
| 9.   | Guarabira      | 57 383          |
| 10.  | Sapé           | 51 700          |